# Gutenko Mountains
Die Gutenko Mountains sind eine große und weit verstreute Gruppe von Hügeln, Nunatakkern und kleinen Bergen am südlichen Ende des Dyer-Plateaus im Zentrum des Palmerlands auf der Antarktischen Halbinsel. Zu dieser Gruppe gehören die Elliott Hills, die Rathbone Hills, die Guthridge-Nunatakker und die Blanchard-Nunatakker.
Entdeckt wurden sie bei Überflügen am 21. November und 23. Dezember 1947 im Rahmen der Ronne Antarctic Research Expedition (1947–1948). Benannt sind sie nach Sigmund Gutenko (1905–1991) von der United States Navy, einem Teilnehmer der Expedition. Die Kartierung des Gebiets erfolgte 1974 durch den United States Geological Survey.